# Mount Queen Bess
Mount Queen Bess – szczyt w Kolumbii Brytyjskiej, w Kanadzie, w paśmie Pacific Ranges, w Górach Nadbrzeżnych. Jego wysokość wynosi 3298 m n.p.m. Po raz pierwszy został zdobyty w 1942.
Szczyt otoczony jest spływającymi lodowcami z których największym jest Mantle Glacier.